# Eve's Daughter
Eve's Daughter er en amerikansk stumfilm fra 1918 af James Kirkwood.

## Medvirkende
- Billie Burke som Irene Simpson-Bates
- Thomas Meighan som John Norton
- Lionel Atwill som Courtenay Urquhart
- Riley Hatch som Martin Simpson-Bates
- Florence Flinn som Victoria Vanning